# Catalonien
Catalonien (catalansk: Catalunya, spansk: Cataluña, occitansk: Catalonha) er en autonom region beliggende i det nordøstlige Spanien, ved Middelhavskysten, ved siden af grænsen til Frankrig og Andorra. Ifølge den spanske forfatning betegnes Catalonien som en af flere "nationalitet".
Regionen grænser op til Aragonien mod vest og Valencia-regionen mod syd. Det består af provinserne Lleida, Girona, Barcelona og Tarragona. Dens hovedstad og vigtigste by er Barcelona, som også er den næststørste by i Spanien efter Madrid. Det moderne Catalonien omfatter det meste af det middelalderlige og tidlige moderne fyrstendømmet Catalonien (med det resterende nordlige område nu en del af Frankrigs Pyrénées-Orientales). 
De officielle sprog i Catalonien er catalansk, spansk og aransk (occitansk dialekt). Catalonien er en relativt velhavende del af Spanien med en stor industriproduktion og turisme.[kilde mangler]

## Historie
Området, der i dag kendes som Catalonien, lå i romersk tid i den romerske provins Hispania Tarraconensis. Under Folkevandringstiden blev området besat af alanerne og fra begyndelsen af 5. århundrede af vestgoterne, der skal have givet det sit navn (Gothalonia). I begyndelsen af det 8. århundrede blev hele den iberiske halvø erobret af araberne, men under Karl den Stores delvise generobring kom den nordlige del af det nuværende Catalonien til at danne hovedkernen i det af ham erobrede landskab og blev styret af frankiske grever, som efter Karl den Tykkes død i 888 gjorde sig uafhængige og kaldte sig markgrever af Barcelona eller fyrster af Catalonien.
I 1137 forenedes dette fyrstendømme med Aragonien. I det nye Aragoniens krone udvikledes Catalonien til fyrstendømmet Catalonien med betydende handelsinteresser i hele Middelhavsområdet. Barcelonas voksende betydning understregedes af, at to vigtige institutioner blev dannet i denne tid: Et af de første egentlige parlamenter i Europa (Corts Catalanes), også den Generalitat og byforsamlingen Consell de Cent i byen Barcelona. Krisen i det 14. århundrede, slutningen af Barcelonas hus og en borgerkrig (1462-1472) svækkede fyrstendømmets rolle i kronen og internationale anliggender.
Og ved Ferdinand af Aragoniens ægteskab med Isabella af Kastilien i 1469 blev Catalonien en del af det spanske rige. Under 30-årskrigen udbrød en konflikt mellem Castilien og Catalonien som følge af, at spanske tropper var udstationerede i Catalonien under krigen mellem Spanien og Frankrig. Konflikten udbrød Den pågik 1640–1652 og fik navnet høstfolkskrigen (catalansk: Guerra dels Segadors), efter revolten indledtes af utilfredse landarbejdere. Det var modviljen mod centralmagtens krigspolitik og centraliseringsforsøg, som gav oprindelsen til konflikten. En catalansk republik blev udråbt i Barcelona under beskyttelse af den franske konge Ludvig XIII. Langsomt vandt spaniolerne terræn i Catalonien og gik til angreb på Barcelona i 1652. Freden blev siden indgået i forbindelse med Pyrenæerfreden i 1659. Spanien afstod den nordligste del af fyrstendømmet (kaldet Roussillon) til Frankrig. Catalonien beholdt dog sin egen forfatning og sine egne institutioner og privilegier lige til begyndelsen af 18. århundrede, da Filip 5. ophævede dem, fordi catalonerne under den Spanske Arvefølgekrig (1701-1714) havde været ivrige tilhængere af Østrig.
Trods Napoleon- og carlistkrigene oplevede Catalonien en stærk økonomisk vækst og industrialisering. Under anden halvdel af 1800-tallet oplevede regionen en kulturel renæssance, som udvikledes parallelt med en begyndende catalansk nationalisme. I stedet etablerede de fire catalanske provinser 1914 et "forbund". Efter Primo de Rivera-diktaturets (1923–30) fald oprettedes den Anden spanske republik og Generalitat de Catalunya blev genoprettet, hvilket omfattede et catalansk parlament. I 1930'erne var Francesc Macià og Lluís Companys de catalanske præsidenter (1931-1933 og 1933-1940).
Den spanske revolution 1936–39 havde sit stærkeste fæste i Catalonien, som senere overgik i den spanske borgerkrig. Catalonien forblev trofast til Republikken. Efter tre års krig sejrede imidlertid de spanske fascister i 1939. Dette førte til afskaffelse af catalanske institutioner og et forbud mod officielt at anvende det catalanske sprog.
Efter Francos død i 1975 og den spanske overgang til demokrati i perioden frem til 1982 fik Catalonien genoprettet sin politiske og kulturelle autonomi, og området blev et af de mest økonomisk udviklede regioner på den iberiske halvø.
I 2006 vedtoges under den spanske socialdemokratiske regering en lov, der gav de catalanske myndigheder udvidet regionalt selvstyre. I 2010, da Spanien havde en konservativ regering, blev dele af denne lov underkendt af forfatningsdomstolen, og det gav vind i sejlene til en selvstændighedsbevægelse, der nu havde støtte blandt et flertal af parlamentsmedlemmerne i det catalonske selvstyre. I 2014 og igen i 2017 gennemførte man derfor folkeafstemninger om Cataloniens løsrivelse fra Spanien, der begge viste flertal for uafhængighed, men med valgdeltagelse på kun lidt over 40 %. Ved afstemningen i oktober 2017 stemte ca. 92% af de deltagende vælgere stemmer for Catalonien som en selvstændig republik.

## Terræn
| Pyrenæerne Forpyrenæerne Centralkatalanske lavning Massivet Serralada Transversal | Forkystbjergene Kystbjergene For-/kystbjergene |

Catalonien omfatter det nordøstlige hjørne af den Iberiske halvø og har nærmest form af en triangel, som med sin base hviler på Pyrenæerne i nord langs grænsen til Frankrig, og i syd kiler sig ind mellem Aragonien og Middelhavet, til dets spids berører Valencia. Det samlede areal er omkring 32.197 km2, hvortil kan føjes en mindre enklave på 14 km2 i det franske departement Pyrénées-Orientales.
Størstedelen af Catalonien optages af terrasser, udgående såvel fra Pyrenæerne som fra de langs kysten løbende catalonske bjerge. Lavland forekommer kun i form af mindre kystpartier ved Figueres, Tarragona og Ebro-deltaet samt Lleida-sletten i det indre af landet.

### Vandløb
De mest fremtrædende vandløb er Ebro (catalansk: Ebre), som på en kort strækning gennemstrømmer det sydlige Catalonien, samt dennes biflod Segre med tilløbene Noguera Ribagorçana, grænseflod mod Aragonien, Noguera Pallaresa, Cervera med flere. Af kystfloderne Fluvià, Ter, Tordera, Llobregat er den sidst nævnte størst. Den lille flod Sènia danner grænsen i syd.

### Plantevækst
Ved kysten og i de lavere dale forekommer både oliven- og orangetræer, ris og daddelpalmer. I det indre af landet er plantevæksten langt mere afvekslende, og der forekommer næsten alle det tempererede plantebæltes træer og frugter. Kork-eg vokser frodigt. Jorden er i temmelig frugtbar og vel opdyrket, og den egner sig godt for dyrkning af alle de almindelige kornsorter. Kunstvanding er bragt til et veludviklet stade. Påfaldende er fraværet af betydelige skovområder.

### Råstoffer
Blandt de minerale råstoffer kan nævnes jern, kobber, bly, stenkul og bjergsalt.

## Klima
Catalonien har et typisk middelhavsklima, men med store forskelle i temperaturen mellem kystområderne med et mildt klima om vinteren og stærk varme om sommeren, indlandet med et kontinentalt middelhavsklima med kolde vintre og meget varme somre, og bjergområderne nær Pyrenæerne, som har et bjergklima med en minimumstemperatur på under nul grader og sne om vinteren, en årlig nedbør på over 1.000 mm året og somre, som er mindre varme.

## Befolkning
Regionen har 7,4 millioner indbyggere, og hovedbyen er Barcelona.
| Indbyggertal | Antal     |
| ------------ | --------- |
| 1877         | 1.749.710 |
| 1908         | 2.057.597 |
| 1924         | 2.401.910 |
| 1960         | 3.925.779 |
| 2017         | 7.496.276 |

### Sprog
Catalansk er Catalonias officielle sprog sammen med castiliansk (eller spansk), som er officielt i hele Spanien. Aranesisk, som er en variant af sproget occitansk, er også officielt i området Val d'Aran. La Generalitat arbejder for at fremhæve og beskytte den sociale brug af catalansk, hvilket betyder, at det er førstesprog i undervisningssystemet, selvom der tales både spansk og catalansk i området.

Sprog som folk identificerer sig med i Catalonien

| Sprog som catalanerne identificerer sig med (2003) |           |            |            |
|                                                    | Modersmål | Eget sprog | Brugssprog |
| Catalansk                                          | 40,4 %    | 48,8 %     | 50,1 %     |
| Castiliansk                                        | 53,5 %    | 44,3 %     | 44,1 %     |
| Begge sprog (catalansk og castiliansk)             | 2,8 %     | 5,2 %      | 4,7 %      |
| Aranés                                             | 0,1 %     | 0,0 %      | 0,0 %      |
| Andre sprog                                        | 3,2 %     | 1,7 %      | 1,1 %      |

Kundskab om catalansk i Catalonien

| Kundskab om catalansk i Catalonien (2001) |            |           |
| Grad af kundskab                          | Indbyggere | Andel     |
| Kan forstå det                            | 5 872 202  | 94,5%     |
| Kan tale det                              | 4 630 640  | 74,5%     |
| Kan læse det                              | 4 621 404  | 74,4%     |
| Kan skrive det                            | 3 093 223  | 49,8%     |
| Antal indbyggere over to år               | 6 215 281  | 6 215 281 |

## Forfatningsforhold
Generalitat er selvstyreinstitutionen i Catalonien. Den består af et parlament, en præsident og et udøvende råd. Størsteparten af den juridiske magt er alligevel underlagt Spanien. Da Franco i 1975 døde, fik Spanien en demokratisk forfatning, som Catalonien tilsluttede sig ved en folkeafstemning i 1978. Særligt i nyere tid har Catalonien kæmpet for en højere grad af selvstyre, til trods for at den har det tredje højeste niveau af selvstyre af alle de autonome enheder i Spanien, efter Navarra og Baskerlandet. La Generalitat bestemmer selv i sager som gælder kultur, miljø, kommunikation, transport og offentlig sikkerhed, men når det gælder ting som uddannelse, socialvæsen og retsvæsen, må Catalonien underordne sig resten af Spanien.

## Politik
Catalonien har, som alle Spaniens regioner, en relativt vidtgående autonomi. De catalanske krav om selvbestemmelse er imidlertid mere højlydte end mange andre steder og kan kun sammenlignes med kravene i Baskerlandet. I begge regioner har den regionale kultur dybe rødder, og både baskisk og catalansk er del af regionernes respektive særpræg. Den catalanske regionsregering – Generalitat de Catalunya – anser sig som en efterfølger til hertugdømmet Cataloniens styre, hvilket afskaffedes i 1714. Regionsregeringens leder – undertiden kaldet Cataloniens præsident – hedder siden 2010 Artur Mas). Artur Mas repræsenterer partiet Convergència i Unió. Partiet har siden sin dannelse i 1978 været en ledende politisk kraft i Catalonien, først som en koalition mellem to separate partier (Convergència Democràtica de Catalunya og Unió Democràtica de Catalunya) og fra 2001 som en fastere føderation.

### Selvstændighed fra Spanien
Den 11. september 2013 – på Cataloniens nationaldag – gennemførtes en stor politisk manifestation, da en 48 mil lang menneskekæde, Via Catalana, dannedes gennem regionen til støtte for selvstændighed fra Spanien. Kæden af mennesker, som var inspireret af den baltiske kæde strakte sig fra Cataloniens sydlige grænse (til Valenciaregionen) til Cataloniens nordlige grænse (til franske Pyrénées-Orientales). Tidlige rapporter angav antallet af mennesker i kæden til 1,6 mio., men en senere omregning justerede tallet til cirka 800.000 personer – hvoraf omkring 130.000 mindreårige.
I 2014 deltog ifølge oplysninger 1,8 mio. personer i markeringen af nationaldagen i Barcelona. Cirka en halv million demonstranter for Cataloniens selvstændighed formerede ved 19-tiden om aftenen – ved at fylde to krydsende gader – et sammenlagt 11 km langt rød-gul-stribet V (som i votar, 'stemme', eller victoria, 'sejr').
Cataloniens regionale regering, bestående af CiU og ERC og ledet af Artur Mas tilkendegav, at en folkeafstemning om regionens selvstændighed skulle afholdes den 9. november 2014. Udfaldet var, at mere end 80% af deltagerne støttede et selvstændigt Catalonien. Centralregeringen i Madrid, bestående af PP og ledet af Mariano Rajoy, mente, at afstemningen strider imod Spaniens grundlov, og at den derfor ikke burde afholdes.
Den 9. november 2015 stemte et flertal, 72, af parlamentets medlemmer for, at Catalonien skal blive selvstændigt i løbet af 2 år, det vil sige fra 2017. Det skulle ske ved først et etablere et selvstændigt socialt bistandssystem og et finansministerium.
Den 27. oktober 2017 gennemførte det catalanske parlament en ensidig afstemning om uafhængighed for Catalonien, hvor de vedtog, at regionen fremover skulle være en selvstændig republik under navnet Den Catalanske Republik. Denne selvstændighedserklæring underkendtes dog 4 dage efter, d. 31. oktober 2017, af den spanske forfatningsdomstol.
Den spanske regering udskrev i slutningen af oktober 2017 nyvalg i Catalonien til afholdelse den 21. december 2017. Ved valget stemte 4.360.834 vælgere svarende til knap 82% af vælgerne. Den catalanske løsrivelsesblok, der består af tre partier, vandt absolut flertal. Den tidligere catalanske præsident Carles Puigdemonts løsrivelsesparti, Junts per Catalunya, blev næststørst af alle partier og vandt 34 pladser. Løsrivelsespartierne Esquerra Republicana de Catalunya (32 pladser) og Candidatura d'Unitat Popular (fire pladser) sikrede flertallet i parlamentet. De pro-spanske partier formåede tilsammen at vinde 65 pladser. Det EU-venlige parti Ciudadanos, der bekæmper catalansk nationalisme, blev valgets største parti med 25 procent af stemmerne og 37 pladser. De tre pro-spanske partier Partido Socialista Obrero Español (17 pladser), En Comú Podem (otte pladser) og Partit Popular de Catalunya (tre pladser) tog de resterende pladser i det catalanske parlament.

## Flag
Et vigtigt symbol for Catalonien er det gul- og rødstribede flag, Senyera.

## Kultur
En særlig folkesport i Catalonien er bygningen af mennesketårne også kendt som Castellers.

### Helligdage og højtider
Catalonien har bevaret traditioner og højtider under lang tid, som er meget populære endnu i dag. Nogle er knyttede alene til Barcelona, mens andre gælder hele Catalonien eller hele Spanien.
En liste over vigtige helligdage og højtider:
- 1. januar Nytårsdag – Cap d'any
- 6. januar Helligtrekonger – Epifania, kaldes i Catalonien også De tre kongers dag.
- Påsken – Langfredag og Anden Påskedag
- 23. april Sankt Jørgen-dagen, hvor Cataloniens beskytter, Sant Jordi (Sankt Jørgen), fejres.
- 1. maj Arbejdernes internationale kampdag – Dia Internacional dels Treballadors
- Pinse
- Sankt Hans Aften – den korteste nat i året fejres under navnet Sant Joan-natten.
- 24. juni Den hellige Johannes Døbers dag – Naixement de Joan Baptista, i Catalonien tillige kaldet Sant Joan-dagen. I Spanien er det kun Catalonien, som højtideligholder dagen.
- 15. august Jomfru Marias himmelsfærd – Assumpció de Maria
- 11. september Cataloniens nationaldag – Diada Nacional de Catalunya, en festhøjtid hvor catalanerne tillige mindes det alvorlige nederlag ved Barcelona i den Spanske Arvefølgekrig
- 24. september La Mercè – Barcelonas skytshelgen La Mercè fejres i en hel uge.[17] Fejres årligt siden 1871. En af hovedaktiviterne er bygningen af mennesketårne[19].
- 12. oktober Columbusdagen – Spaniens nationaldag, som indstiftedes til minde om dagen, da Christofer Columbus nåede den nye verden
- Allehelgensdag – Tots Sants
- 6. december Forfatningens dag – Constitució Espanyola, markerer den nye grundlov, som indførtes den 6. december 1978 efter mange års diktatur
- 8. december Jomfru Marias ubesmittede undfangelse – Immaculada Concepció
- 13. december Luciadag – Santa Llúcia dag fejres både kirkeligt og med julemarkeder.
- Jul – Juledag og Anden juledag er helligdage i Catalonien – Nadal og Sant Esteve. Anden juledag er ikke helligdag i det øvrige Spanien.

### Sport
I Catalonien findes der to fodboldhold der spiller i den spanske La Liga. Det er: FC Barcelona og RCD Espanyol. Udover det har Catalonien også et uofficielt landshold, dvs. de ikke er optaget i FIFA. Det er det Cataloniens fodboldlandshold som spiller en række uofficielle kampe. Bartra og Fàbregas er blandt de optrædende på dette landshold.
FC Barcelona og Real Madrid spiller hvert år kampe, som kaldes El Clásico (catalansk: El Clàssic). Det er ikke bare en kamp mellem de to hold, men en kamp mellem hele Catalonien og Spanien.
Europamesterskabet i atletik 2010 blev afholdt i Barcelona.

## Transport

### Flyvepladser
- Barcelona internationale lufthavn
- Girona-Costa Brava flyveplads
- Reus flyveplads
- Sabadell flyveplads

### Havne
- Barcelona havn Arkiveret 6. maj 2008 hos  Wayback Machine
- Tarragona havn Arkiveret 28. februar 2008 hos  Wayback Machine
- Palamós havn

### Veje
Det er omkring 12.000 km veje gennem Catalonien.
Hovedmotorvejen er AP-7, også kendt som Autopista del Mediterrani. Den følger kysten fra den franske grænse til Valencia syd for Tarragona. De fleste hovedveje udgår fra Barcelona. A-2 og AP-2 forbinder indlandet og fortsætter videre til Madrid.
Andre hovedveje:
- AP-2
- A-2
- N-II
- C-12
- A-16
- C-16
- C-17
- C-25
- A-26
- C-32
- C-60

### Jernbane
Catalonien fik sin første jernbane på den iberiske halvø i 1848 mellem Barcelona og Mataró. Som følge af topografien udgår de fleste spor fra Barcelona. Byen har både forstads- og intercitybaner. Østkystlinjen går gennem provinsen og forbindes med den franske jernbane ved Portbou på kysten.
Jernbaneselskaberne, som opererer i Catalonien, er FGC og RENFE.
Højhastighedsjernbaner (AVE) fra Madrid går i dag til Tarragona men forlængelse er næsten færdig til Barcelona (og flyvepladsen). Denne bane skal også forlænges til den franske højhastighedsjernbane ved at bygge en ny linje og jernbanetunnel gennem Pyrenæerne.

## Provinser
Catalonien er inddelt i fire provinser:
- Barcelona
- Girona (Gerona på spansk)
- Lleida (Lérida på spansk)
- Tarragona

Inddelingen i provinser har sin baggrund i den franske besættelse under Napoleon-krigene i begyndelsen af 1800-tallet. Tidligere havde Catalonien været inddelt i vegueries ("veguerior"; ental: "vegueria"), nærmest modsvarende herreder eller grevskab. Vegueriorna fandtes allerede i det middelalderlige Catalonien og eksisterede frem til, at de i 1716 erstattedes af corregimientos, en kastiliansk administrativ inddeling som indførtes i forbindelse med, at det catalanske selvstyre blev afskaffet.
Det atter selvstyrende Catalonien har siden 2001 forsøgt at erstatte inddelingen i fire provinser med en med seks eller syv veguerior, senest i 2010 med omtalen af dem i den regionale lovgivning. Endnu i 2014 er systemet dog ikke blevet gennemført i praksis, til dels på grund af at det spanske juridiske system forudsætter provinsinddeling af de autonome regioner.

## Verdensarv i Catalonien
Det er flere lokaliteter, som står på UNESCOs verdensarvliste i Catalonien:
- Arkæologisk samling i Tarraco, Tarragona
- Kirker i Vall de Boí
- Poblet-klosteret, Poblet, Tarragona provins
- Palau de la Música Catalana og Hospital de Sant Pau, Barcelona
- Arbejder af Antoni Gaudi:
  - Sagrada Família, Barcelona
  - Parc Güell, Barcelona
  - Palau Güell, Barcelona
  - Casa Milà, Barcelona

## Billedgalleri
- Satellitbillede af Catalonien.
- Eksklaven Llívia.
- Val de Ruda i Arandalen.
- Estany de Banyoles i Pla de l'Estany (Girona-provinsen).
- Aigua Blava ved Costa Brava-kysten.
- Montserrat.
- Cruïlles, Monells i Sant Sadurní de l'Heura i Girona-provinsen.
- Tortosa i Tarragona-provinsen.
- Museu Nacional d'Art de Catalunya i Barcelona.
- Verdensarvsparken Parc Güell i Barcelona.
- Katedralen i Barcelona.
- Almindelig Hjulkrone fotograferet ved El Perelló.